# Frederikke Louise Danneskiold-Samsøe
Frederikke Louise Danneskiold-Samsøe (født 2. oktober 1699, Akershus, Norge, død 2. december 1744, Sønderborg) var en dansk adelskvinde, der var datter af Christian Gyldenløve (1674-1703) i hans ægteskab med komtesse Charlotte Amalie Danneskiold-Laurvig (1682-1699). Hun var hertuginde af Slesvig-Holsten-Sønderborg-Augustenborg fra 1720 til 1744 som ægtefælle til Hertug Christian August 1. af Slesvig-Holsten-Sønderborg-Augustenborg (1696-1754).

## Ægteskab og børn
Frederikke Louise giftede sig den 21. juli 1720 i Kalundborg med hertug Christian August 1. af Slesvig-Holsten-Sønderborg-Augustenborg, der var søn af hertug Frederik Vilhelm af Slesvig-Holsten-Sønderborg-Augustenborg i hans ægteskab med Sophie Amalie Ahlefeldt. Han døde 20. januar 1754. Frederikke Louise og Christian August fik 8 børn:
| Navn                                     | Født                                     | Død                                      | Bemærkninger |
| Med Frederikke Louise Danneskiold-Samsøe | Med Frederikke Louise Danneskiold-Samsøe | Med Frederikke Louise Danneskiold-Samsøe | Med Frederikke Louise Danneskiold-Samsøe |
| ---------------------------------------- | ---------------------------------------- | ---------------------------------------- | --- |
| Frederik Christian 1.                    | 6. april 1721                            | 13. november 1794                        | Hertug af Slesvig-Holsten-Sønderborg-Augustenborg 1754–1794 Gift 1762 med prinsesse Charlotte Amalie Vilhelmine af Slesvig-Holsten-Sønderborg-Plön (1744–1770) |
| Emil August                              | 3. august 1722                           | 6. december 1786                         | |
| Christian Ulrik                          | 1. december 1723                         | 3. december 1723                         | |
| Sophie Charlotte                         | 31. maj 1725                             | 7. oktober 1752                          | |
| Christiane Ulrikke                       | 15. marts 1727                           | 20. december 1794                        | |
| Sophie Magdalene                         | 23. maj 1731                             | 2. juli 1799                             | |
| Charlotte Amalie                         | 15. oktober 1732                         | 15. oktober 1732                         | |
| Charlotte Amalie                         | 24. januar 1736                          | 22. marts 1815                           | |
| dødfødt barn                             | 24. januar 1736                          | 24. januar 1736                          | |